# Eriskay

Eriskay a okolní ostrovy

Eriskay (ve skotské gaelštině Èirisgeigh) je nevelký ostrov v souostroví Vnějších Hebrid u severozápadního pobřeží Skotska. Leží mezi ostrovy South Uist a Barra. Při sčítání v roce 2011 měl 143 obyvatel, od minulého sčítání v roce 2001 populace vzrostla o 7,5 %. Obyvatelstvo žije rozptýleně v malých komunitách o několika domech.

## Geografie

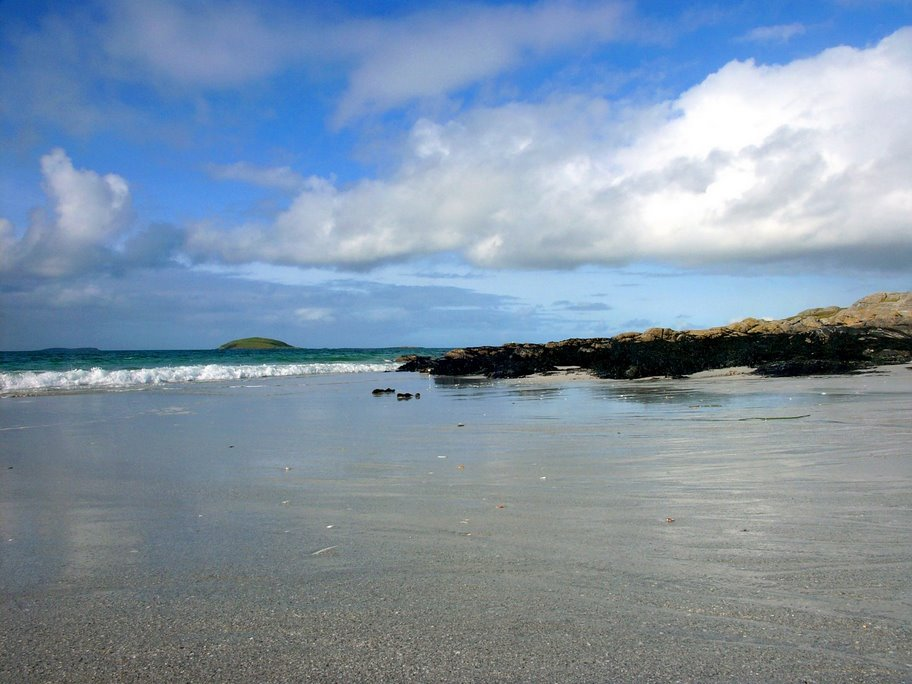
Pobřeží ostrova Eriskay

Ostrov je přibližně 4 km dlouhý a 2,4 km široký, s plochou cca 7 km². Nejvyšším bodem ostrova je Beinn Sgrithean (186 m n. m.). Povrch pokrývají převážně kamenité pastviny, na severozápadě je úrodnější oblast přímořských luk zvaných machair.

## Historie
Jméno ostrova pochází z norského Eiriksey, „Erikův ostrov“. Podle obyčeje z vikingských dob má každý občan ostrova nárok držet deset ovcí, dvě krávy a jednoho poníka.
2. srpna 1745 se na pobřeží ostrova vylodil princ Karel Eduard Stuart, aby zahájil jakobitské povstání.
V roce 1941 u pobřeží ostrova ztroskotala loď SS Politician s nákladem whisky. Události s tím spojené se staly námětem k filmu Whisky Gallore! (Moře whisky).
V minulosti ostrov opustila řada zejména mladých rodin z důvodu špatné nabídky práce a vzdělání.

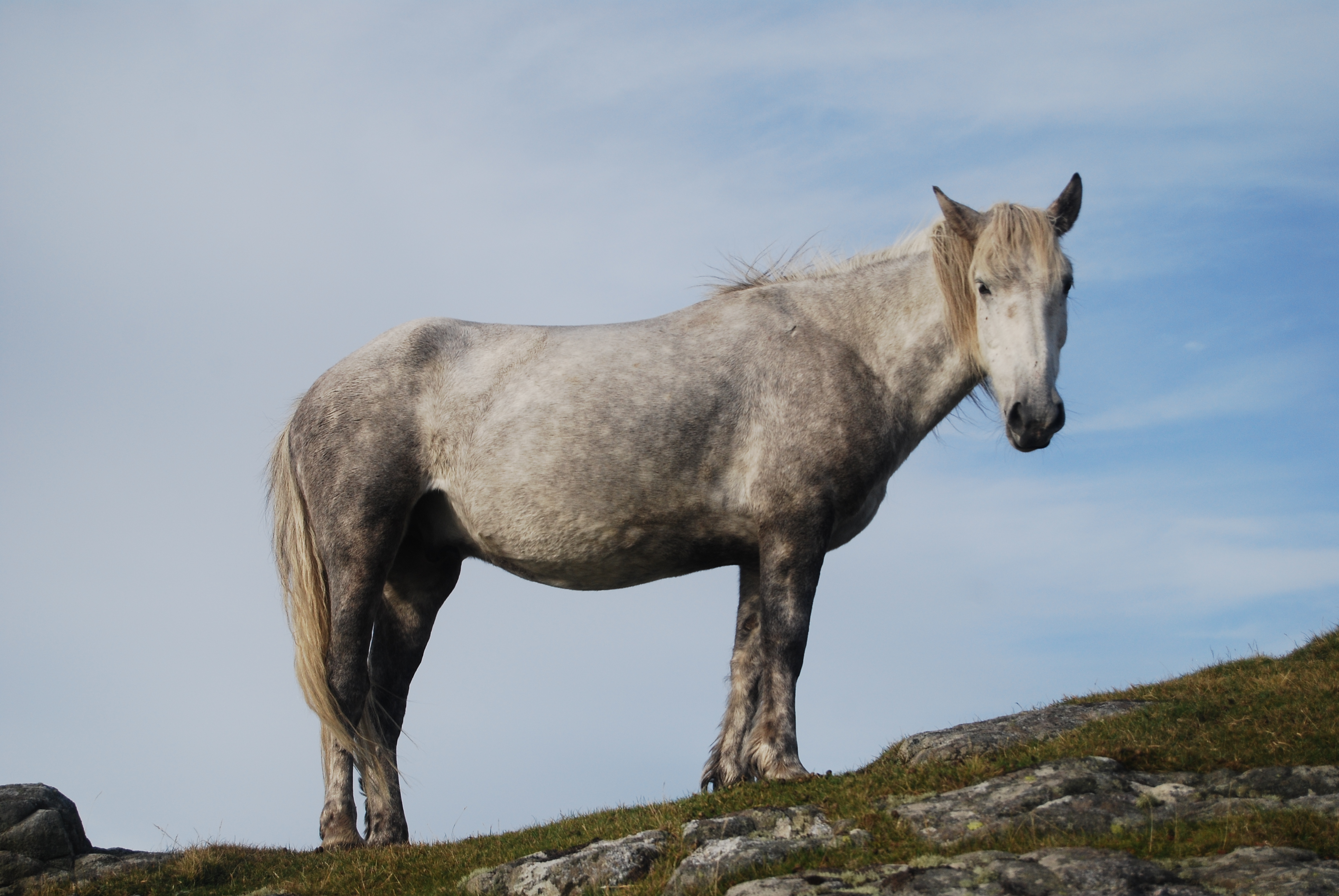
Eriskay pony na svazích Beinn Sciathan

## Eriskay pony
Z ostrova pochází starobylé plemeno poníka Eriskay pony. Odolná zvířata adaptovaná na drsné, vlhké a chladné klima Vnějších Hebrid jsou produktem dílem záměrného šlechtění, dílem přirozeného výběru. V konkurenci jiných plemen, dovezených na ostrovy, se původně početná populace snížila až na 20 zvířat v 70. letech 20. století. Cílenou kampaní bylo plemeno zachráněno a počet vzrostl na 420 kusů. Rasa je udržována pomocí řízené plemenitby.

## Dostupnost
Eriskay je od roku 2001 spojen mořskou silnicí s ostrovem South Uist. Přívoz spojuje místní přístav Ceann a' Ghàraidh s Ardmore na ostrově Barra. Na ostrov rovněž zajíždějí trajekty společnosti Caledonian MacBrayne. Záliv Acarsaid Mhòr je přirozeným přístavem s modernizovaným vybavením.
Autobusová linka vede z Eriskaye přes South Uist, Benbeculu a North Uist na ostrov Berneray.